# Europese kampioenschappen karate 1975
De Europese kampioenschappen karate 1975 waren door de Union Européenne de Karaté (UEK) georganiseerde kampioenschappen voor karateka's. De zevende editie van de Europese kampioenschappen werd georganiseerd door Budo Karate Oostende en vond plaats in het Belgische Oostende van 5 tot 7 mei 1975 in de Koninklijke Stallingen. Er namen 260 karateka's uit 21 verschillende landen deel.

## Resultaten
| Gewichtsklasse | Goud              | Zilver            | Brons                                 |
| -------------- | ----------------- | ----------------- | ------------------------------------- |
| -65kg          | Roger Paschy      | Willy Vos         | Jacques Bonvin Marc Soli              |
| -75kg          | Billy Higgins     | William Millerson | Christian Alifax Wolfgang Ziebart     |
| -80kg          | Eugene Codrington | John Reeberg      | Brian Fitkin Dominique Valera         |
| Open           | Patrice Belrhiti  | Von Johnson       | Pasquale La Cassia Dominique Valera   |
| Team           | Frankrijk         | Zwitserland       | Bondsrepubliek Duitsland Sint Maarten |

1966 · 1967 · 1968 · 1969 · 1970 · 1971 · 1972 · 1973 · 1974 · 1975 · 1976 · 1977 · 1978 · 1979 · 1980 · 1981 · 1982 · 1983 · 1984 · 1985 · 1986 · 1987 · 1988 · 1989 · 1990 · 1991 · 1992 · 1993 · 1994 · 1995 · 1996 · 1997 · 1998 · 1999 · 2000 · 2001 · 2002 · 2003 · 2004 · 2005 · 2006 · 2007 · 2008 · 2009 · 2010 · 2011 · 2012 · 2013 · 2014 · 2015 · 2016 · 2017 · 2018 · 2019 · 2020 · 2021 · 2022